# Юрген Рігер
Юрген Рігер (нім. Jürgen Rieger; 11 травня 1946 — 29 жовтня 2009) — гамбурзький адвокат, заступник голови Національно-демократичної партії Німеччини (на жовтень 2009), ревізіоніст Голокосту.
Рігер був судимий за нанесення побоїв, підбурювання людей (нім. Volksverhetzung), та використання заборонених символів.
Рігер приєднався до НДПН в 2006 році, і став головою гамбурзького осередку партії в 2007 році. Протягом багатьох років працював у Artgemeinschaft Germanische Glaubens-Gemeinschaft.
Він був важливою фігурою для НДПН, через його великих партійні пожертвування, загальна сума яких становила 500 000 €.
Помер 29 жовтня 2009 року у Берліні через інсульт.